# Chó săn Đức
Chó săn Đức, còn được gọi với cái tên khác là Deutsche Bracke (FCI số 299) là giống chó có nguồn gốc ở Westphalia, một vùng của Đức. Chó săn Đức là loại chó săn mùi, được sử dụng để săn bắn cả trong các chuyến đi săn lớn và nhỏ. Loài này thường được gọi là Deutsche Bracke bằng tiếng Anh, chứ không phải bởi bản dịch tên, German Hound - Chó săn Đức.